# Base aérea de Rogachevo

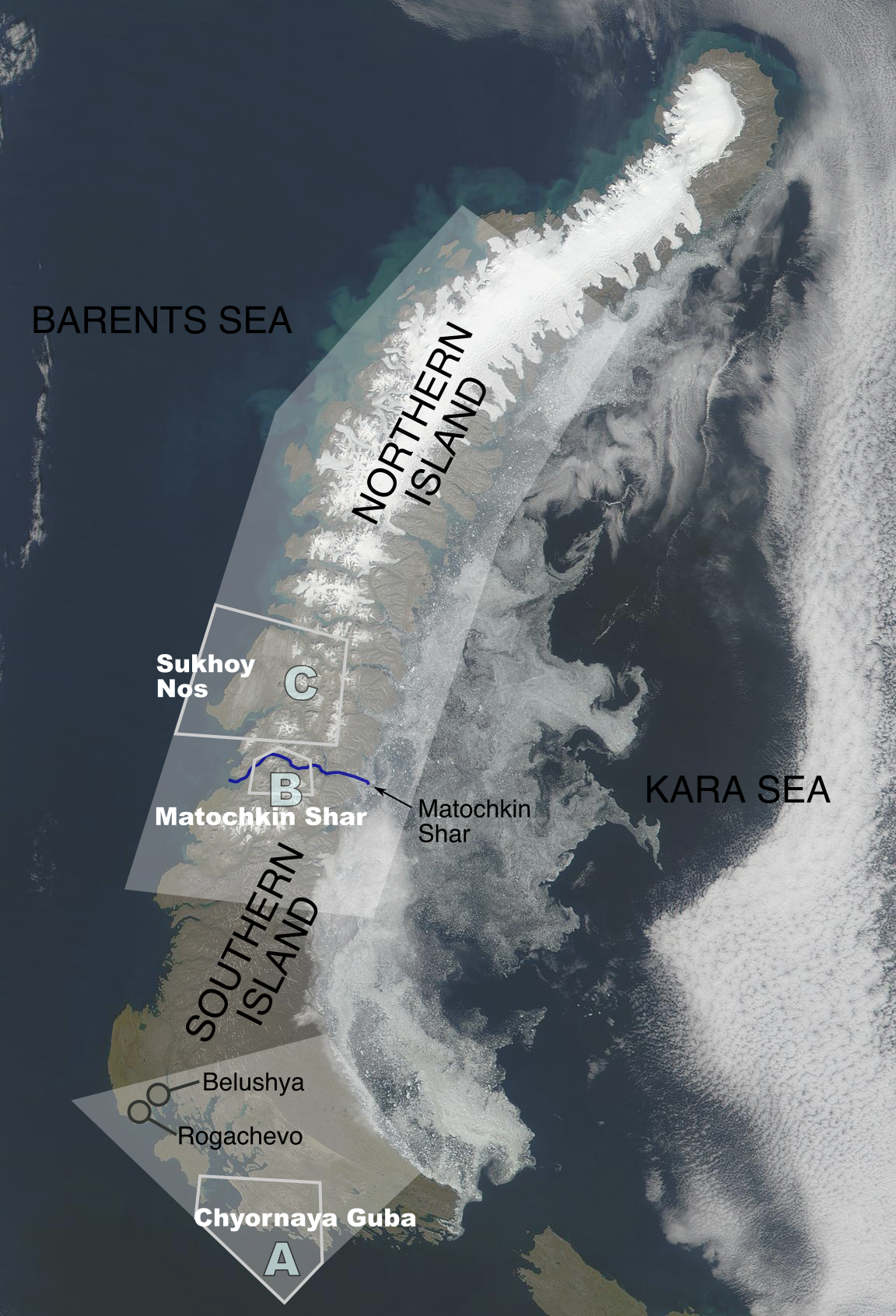
Límites e instalaciones del Sitio de pruebas de Nueva Zembla.

La Base aérea de Rogachevo (del ruso: Аэродром Рогачёво); ICAO:; IATA: ), también conocida como Amderma-2 (del ruso: Амдерма-2) es un aeropuerto militar situado en la península de la Tierra del Ganso (Gusínaya Zemlyá, en ruso: Гусиная Земля, junto al pueblo de Rogachevo y a 9 km al noreste de la ciudad de Belúshia Gubá, en Nueva Zembla, Nenetsia, un distrito autónomo del óblast de Arjánguelsk. Cerca del emplazamiento se encuentra el Sitio de pruebas de Nueva Zembla, instalación de pruebas nucleares de la Unión Soviética.
El nombre "Amderma-2" fue utilizado durante el período soviético con objeto de mantener la confidencialidad del lugar exacto, ya que, en realidad, Rogachevo se encuentra a unos 400 km de Amderma. Para sus ocupantes era simplemente "el dos".

## Pista
La base aérea de Rogachevo dispone de una pista de hormigón en dirección 16/34 de 2.500x40 m. (8.202x131 pies).

## Operaciones militares
En principio fue utilizada para alojar a los bombarderos intercontinentales de largo alcance (como aeródromo "de salto"). Durante los años 60 desarrolló un papel de intercepción, con la finalidad de dificultar las operaciones de los SR-71 americanos en la región ártica.
La primera unidad que ocupó Rogachevo fue la 641 Gv IAP (641º Regimiento de Guardia de Aviación de Intercepción) utilizando aviones Yak-28P (designación OTAN: Firebar) y más tarde, en 1985, recibieron 32 aviones SU-27 (designación OTAN: Flanker-B). En 1993 la unidad 641 Gv IAP fue trasladada a la base de Afrikanda, donde se unió al 431 IAP. Durante la década de los 70 aviones Tu-128 (designación OTAN: Fiddler) fueron destacados con frecuencias desde bases del sur. Durante los años 90 aviones MiG-31 (designación OTAN: Foxhound) fueron destacados ocasionalmente en Rogachevo.
El aeropuerto civil más cercano es el aeropuerto de Narian-Mar. Dado que se trata de una instalación compartida civil-militar, actúa como aeropuerto de apoyo de Rogachevo.
Dos veces por semana la compañía aérea "Aeroflot-Nord" realiza el vuelo de pasajeros «Arjángelsk-Talagi-Rogachevo-Arjánguelsk-Talagi» con un avión Antónov An-24.